# Forges de Ciney
Les Forges de Ciney étaient une société créée en 1920 à Ciney (Belgique) de l'union de différents artisans fondeurs. Au sortir de la première guerre mondiale, il est clair pour ces derniers que les forges artisanales telles qu'elles ont fonctionné jusque là sont totalement obsolètes; les unités industrielles leur menant une concurrence irrésistible.
La nouvelle société est gérée de sa création jusqu'à 1961 par Charles Balthazar. Installée d'abord dans un petit atelier du centre ville, elle s'installe ensuite au quai de l'industrie, à proximité de la gare, profitant à plein de l'embellie économique des années folles qui culminera en 1928 avec la commercialisation de leur "best seller" : le "Calorifère Ciney", un poêle à charbon menu (dite "fine", par opposition à l'anthracite "classique", de calibre supérieur, et au boulets agglomérés) puissant et économique, qui s'écoulera au quatre coins du pays, dans les régions limitrophes et même jusqu'en Suisse. La société emploiera à son apogée jusqu'à 600 personnes,.
En 1930, elle créé une filiale à Givet, spécialisée dans le traitement de surface des métaux (les châssis en fonte moulée étant exportés bruts depuis Ciney, laqués et assemblés à  Givet). Cette implantation - qui a employé jusqu'à 80 personnes - ferme en 1969.
En 1934, malgré la crise économique, l'usine d'assemblage est dotée d'une extension à front de rue sur des plans d'André Guiannotte, faisant clairement référence aux oeuvres art-déco qui firent la renommée de cette dynastie d'architectes alors que les deux pavillons qui en constituent les extrémités rappellent la forme des calorifères de la société. Ce bâtiment existe toujours, réaffecté en établissement scolaire, mais a malheureusement perdu une partie de ses motifs rapportés en béton, surtout au niveau des pavillons d'extrémité, alors que la plupart des baies du rez-de-chaussée ont été réduites.
A l'arrière se trouvait un bâtiment plus imposant encore : la fonderie proprement dite.
Celui-ci a depuis été amputé des 2/3 de sa superficie. En face, de l'autre côté de la rue, se trouvaient également quelques anciennes dépendances.
En 1976, la société Cinacienne fait aveu de faillite. La généralisation du chauffage central a relégué les poêles en fonte au rang de produits de niche. Ce seront les concurrents Couvinois des fonderies du Lion qui assureront un temps la survie de l'outil (réduit aux seules activités d'assemblage). Mais en 1988, l'usine fermera définitivement ses portes.